# Церліцко Гурне
Церліцко Гурне (чеськ. Horní Těrlicko, нім. Ober Tierlitzko) - це село і кадастровий квартал в центральній частині комуни Церліцко, в Карвінському повіті, в Мораво-Сілезькому краї, в Чехії. Площа: 1181,5115 га, у 2001 році кількість жителів становила 2890, а у 2012 році було зареєстровано 974 адреси. 

## Історія
Поділ Церліцко на нижню та верхню частини відбувся у XVI столітті. У 1598 році в джерелах з’являються формулювання у «нижньому Терлічку», а у 1613 році - у «верхньому Терлічку». 
Згідно з переписом Австрії 1910 року, у Церліцко Гурне було 1390 мешканців, з них 1387 постійно зареєстровані, 1368 (98,6%) польсько-, 10 (0,7%) німецько- та 9 (0,6%) чеськомовні, 925 (66,5%) були католиками, а 464 (33,4%) - протестантами. 

## Зовнішні посилання
- Карта кадастрового муніципалітету Horní Těrlicko